# Turboscinetes egertoni
Turboscinetes egertoni è un pesce osseo estinto, appartenente ai picnodontiformi. Visse nel Giurassico superiore (Kimmeridgiano, circa 152 - 150 milioni di anni fa) e i suoi resti fossili sono stati ritrovati in Europa.

## Descrizione
Questo pesce possedeva un corpo quasi perfettamente discoidale, alto e appiattito lateralmente. Non superava i 15 centimetri di lunghezza, ed era notevolmente più piccolo dell'affine Proscinetes. Come molti suoi simili, Turboscinetes possedeva una piccola bocca rivolta all'ingiù, con forti denti tondeggianti. La pinna dorsale e la pinna anale, di forma falcata, circondavano la base della pinna caudale in modo che il peduncolo caudale fosse virtualmente assente. La notocorda si trovava nella parte mediana del corpo o appena al di sopra.  
Turboscinetes, inoltre, possedeva due autapomorfie (caratteristiche uniche) che lo distinguevano da tutti gli altri picnodonti noti, ovvero la presenza di tre raggi branchiostegi e di tre denti incisiviformi nella premascella. Oltre a ciò, Turboscinetes presentava una combinazione unica di caratteri: tre denti incisiformi nel dentale; pinne dorsale e anale alte anteriormente, che si assottigliano rapidamente posteriormente (da falcata ad acuminata); 18-19 raggi principali caudali; 29-30 spine neurali tra il cranio e l'inizio della pinna caudale; 39-42 pterigiofori dorsali; pinna caudale con lunghi raggi mediani, lunghi quasi la metà dei raggi principali; angolo dei margini d'inserzione della pinna caudale di circa 65°; il peduncolo caudale inizia tra l'estremità posteriore degli pterigiofori della pinna dorsale e anale; scaglie lisce della cresta dorsale; da due a quattro scaglie ventrali post-anali della carena ventrale; tre o quattro file di scaglie posteriori della cloaca. 

## Classificazione
Turboscinetes è un rappresentante della famiglia Pycnodontidae, un gruppo derivato di pesci picnodonti tipici di Giurassico, Cretaceo e Paleogene. In particolare, Turboscinetes era strettamente imparentato con l'affine Proscinetes ma mostrava caratteristiche che si riscontrano anche in Turbomesodon (da qui il nome generico, un portmanteau dei due generi precedenti); questi generi, insieme al più recente Neoproscinetes, sono stati ascritti alla sottofamiglia Turboscinetinae. Turboscinetes è uno dei più antichi Pycnodontidae noti. 
Il genere Turboscinetes venne istituito nel 2016 da Martin Ebert, sulla base di resti fossili precedentemente descritti da Thiollière come Pycnodus egertoni nel 1852 e successivamente attribuiti costantemente al genere Proscinetes. Lo studio di Ebert ha riscontrato sufficienti differenze da classificare questa specie come genere a sé stante, forse ancestrale al genere Proscinetes e più derivato di Turbomesodon. Fossili di Turboscinetes sono stati ritrovati in Francia (Cerin) e in Germania (Ettling).